# Rafael Mainar

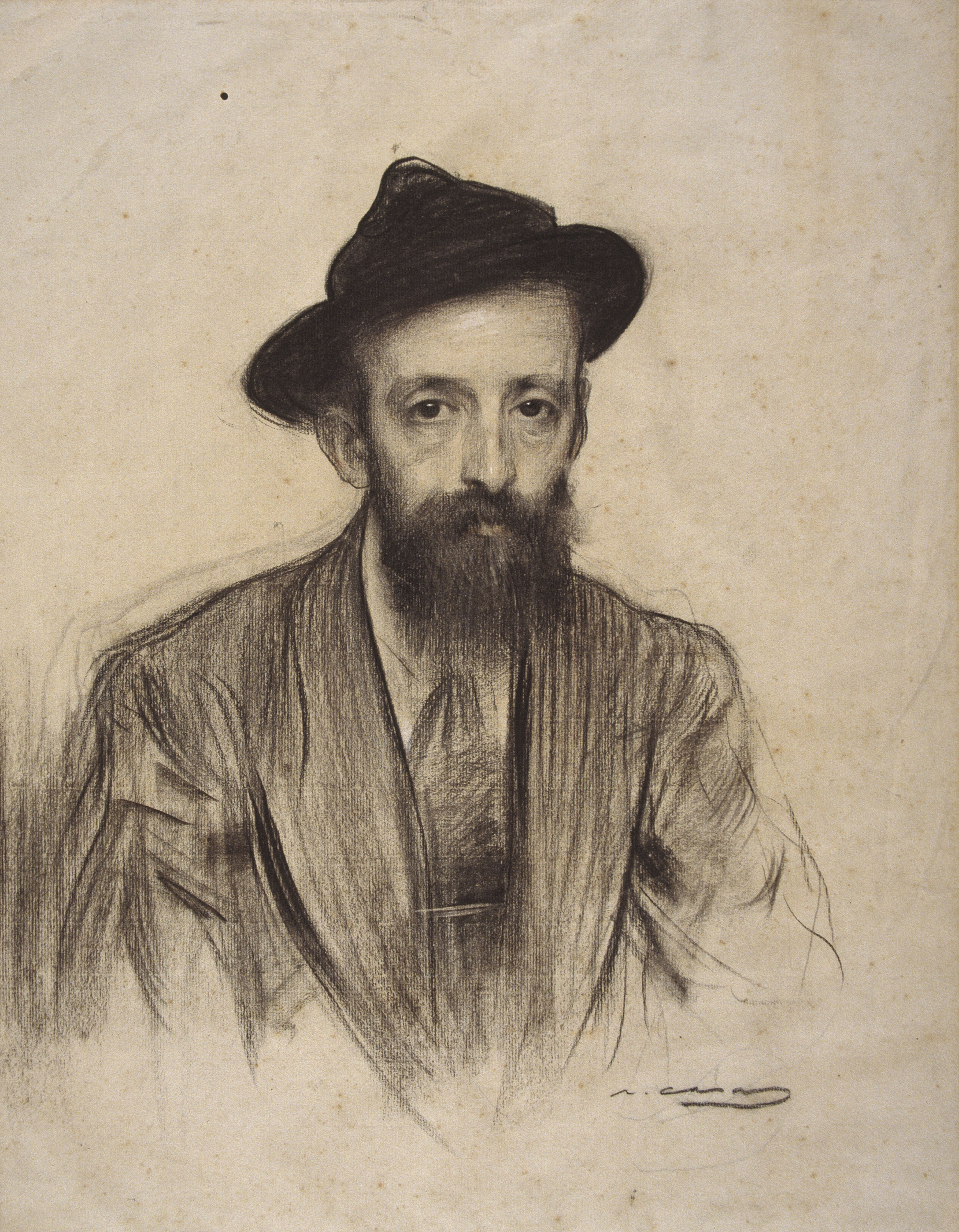
vist per Ramon Casas (MNAC).

Rafael Mainar, més conegut com a "Jeroni Paturot" (Saragossa ? - Barcelona 1929), fou un periodista espanyol.
Inicià les seves col·laboracions a la premsa a La Tribuna en substitució de Carlos Ossorio y Gallardo. Així mateix publicà treballs sobre els escultors Oslé, i el dibuixant Bagaria.. Ramon Casas li va dedicar un retrat, avui conservat al MNAC.